# Tami Kiuru
Tami Kiuru, född 13 september 1976 i Vanda i landskapet Nyland, är en finländsk tidigare backhoppare som representerade skidföreningen i Lahtis, Lahden Hiihtoseura.

## Karriär
Världscupen
Tami Kiuru började med backhoppning 9 år gammal. Han debuterade i världscupen 15 år gammal, i Planica i Slovenien 27 mars 1993. Kiuru skadade sig svårt under träning 1995 och var borta från världscupen till februari 1999 då han startade i Harrachov i Tjeckien och blev nummer åtta. Han placerade sig på pallplats i en individuell deltävling i världscupen första gången i Adlerschanze i Hinterzarten i Tyskland då han blev nummer två. Hans enda seger i en världscuptävling kom i Hochfirstschanze i Baden-Württemberg i Tyskland 14 december 2003. Kiuru har 10 säsonger i världscupen. Han placerade sig som bäst säsongen 200372004 då han blev nummer 16 sammanlagt.
Tysk-österrikiska backhopparveckan
Kiuru startade i tysk-österrikiska backhopparveckan första gången säsongen 2001/2002. Han tävlade 5 säsonger i backhopparveckan. Basta placeringen var i säsongen 2003/2004 då han blev nummer 22 totalt. Bästa deltävlingen var öppningstävlingen i Oberstdorf 29 december 2003. Han slutade på 12:e plats.
Skid-VM
Tami Kiuru debuterade i VM-sammanhang under Skid-VM 2003  i Val di Fiemme i Italien. I första tävlingen, i stora backen blev Kiuru nummer 10, 40 poäng efter segrande Adam Małysz från Polen. I lagtävlingen dagen efter blev Kiuru världsmästare då finska laget (Janne Ahonen, Tami Kiuru, Arttu Lappi och Matti Hautamäki) vann tävlingen 36,5 poäng före Japan och 54,7 poäng före norska laget. I tävlingen i normalbacken blev Kiuru nummer fem, 20,5 poäng efter dubble världsmästaren Adam Małysz och endast 1,0 poäng ifrån en bronsmedalj.
I Skid-VM 2005 i Oberstdorf deltog Kiuru i de två tävlingarna i stora backen. I den individuella tävlingen blev han nummer 21, men vann en silvermedalj i lagtävlingen, 14,4 efter österrikarna. Finland hade god marginal till norrmännen som tog bronset.
Olympiska spelen
Kiuru deltog i olympiska spelen 2006 i Turin i Italien. I normalbacken i Pragelato blev han nummer 31 och i stora backen nummer 18. I lagtävlingen vann Kiuru den olympiska silvermedaljen tillsammans med Janne Happonen, Janne Ahonen och Matti Hautamäki. Finland var 7,4 poäng efter Österrike och 26,5 poäng före Norge.
VM i skidflygning
Kiurus första VM i skidflygning var i Letalnica i Planica 2004. Tami Kiuru lyckades med att vinna medalj i båda tävlingarna. I den individuella tävlingen vann han en bronsmedalj efter att han ledde tävlingen efter tre omgångar. Han var 19,1 poäng efter Roar Ljøkelsøy från Norge och 1,1 poäng efter landsmannen Janne Ahonen efter fjärde och sista omgången. Bronsmedaljen var hans enda individuella medalj i ett mästerskap. I lagtävlingen blev Finland (Janne Ahonen, Tami Kiuru, Matti Hautamäki och Veli-Matti Lindström) två efter norska laget. Kiuru hoppade 221,5 meter i Letalnica, hans längsta hopp någonsin.
I skidflygnings-VM 2006 i Kulm i Bad Mitterndorf i Österrike blev Kiuru nummer 18 i den individuella tävlingen. I lagtävlingen vann han en ny silvermedalj (tillsammans med Janne Ahonen, Matti Hautamäki och Janne Happonen) efter norska laget.
Tami Kiuru skadade sig svårt efter ett fall i Planica mars 2007 och hade en paus från backhoppningen 8 månader. Han tävlade säsongen 2008/2009, men skadorna hade satt Kiuru tillbaka och han avslutade sin aktiva idrottskarriär efter världscuptävlingen på hemmaplan i Lahtis 6 mars 2009 där han blev nummer 47 i kvalificeringen.